# Karang Nangger
Karang Nangger is een bestuurslaag in het regentschap Sampang van de provincie Oost-Java, Indonesië. Karang Nangger telt 1700 inwoners (volkstelling 2010).